# 34650 Dunkenberger
34650 Dunkenberger este o planetă minoră (asteroid) din centura de asteroizi. A fost descoperită pe 20 noiembrie 2000 la Experimental Test Site⁠(d) de Lincoln Near-Earth Asteroid Research. 
Obiectul prezintă o orbită caracterizată de o semiaxă mare de 2,3810548 UAi, o excentricitate de 0,07, o înclinație de 6,06823 ° în raport cu ecliptica.